# Наґано Хіромі
Наґано Хіромі (нар. 20 липня 1971) — колишня японська тенісистка.
Найвищу одиночну позицію світового рейтингу — 153 місце досягла 26 червня 1995, парну — 90 місце — 11 вересня 1995 року.
Найвищим досягненням на турнірах Великого шолома було 2 коло в парному розряді.

## Фінали ITF
| турніри $50,000 |
| турніри $25,000 |

### Одиночний розряд: 4 (1–3)
| Результат | Ранг | Дата           | Турнір                       | Покриття | Суперниця            | Рахунок  |
| --------- | ---- | -------------- | ---------------------------- | -------- | -------------------- | -------- |
| Поразка   | 1.   | 27 квітня 1992 | Джакарта, Індонезія          | Ґрунт    | Найкі Добровіц       | 2–6, 4–6 |
| Перемога  | 1.   | 19 липня 1993  | Сент-Саймонс (Джорджія), США | Ґрунт    | Ай Суґіяма           | 6–1, 6–1 |
| Поразка   | 2.   | 11 липня 1994  | Евансвілл (Індіана), США     | Тверде   | Джолін Ватанабе-Ґілц | 1–6, 5–7 |
| Поразка   | 3.   | 30 жовтня 1994 | Джакарта, Індонезія          | Тверде   | Елена Пампулова      | 4–6, 1–6 |

### Парний розряд: 3 (1–2)
| Результат | Ранг | Дата           | Турнір                   | Покриття | Партнерка        | Суперниці                              | Рахунок       |
| --------- | ---- | -------------- | ------------------------ | -------- | ---------------- | -------------------------------------- | ------------- |
| Поразка   | 1.   | 16 червня 1991 | Мантуя, Італія           | Ґрунт    | Йоне Каміо       | Вірхінія Руано Паскуаль Маріон Маруска | 6–3, 4–6, 3–6 |
| Перемога  | 1.   | 12 липня 1993  | Евансвілл (Індіана), США | Тверде   | Карін Баккум     | Марезе Жубер Рене Менц                 | 6–2, 6–2      |
| Поразка   | 2.   | 2 серпня 1993  | Вінніпег, Канада         | Тверде   | Жанетта Гусарова | Мелані Бернард Керолайн Ділайл         | W/O           |